# Atletisme als Jocs Olímpics d'Estiu de 1924 - cros individual masculí
El cros individual masculí va ser una de les proves del programa d'atletisme disputades durant els Jocs Olímpics de París de 1924. La prova es va disputar el 12 de juliol de 1924 i hi van prendre part 38 atletes de 10 nacions diferents. Era la tercera i darrera vegada que aquesta prova formava part del programa olímpic.

## Resultats
Els tres primers classificats de cada nació d'aquesta prova eren tinguts en compte per la competició per equips.
Les extremes temperatures, properes als 40 °C, van fer que sols 15 atletes finalitzessin la prova.
| Posició | Atleta                   | Temps   |
| ------- | ------------------------ | ------- |
| 1       | Paavo Nurmi (FIN)        | 32:54.8 |
| 2       | Ville Ritola (FIN)       | 34:19.4 |
| 3       | Earl Johnson (USA)       | 35:21.0 |
| 4       | Ernie Harper (GBR)       | 35:45.4 |
| 5       | Henri Lauvaux (FRA)      | 36:44.8 |
| 6       | Arthur Studenroth (USA)  | 36:45.4 |
| 7       | Carlo Martinenghi (ITA)  | 37:01.0 |
| 8       | August Fager (USA)       | 37:40.6 |
| 9       | Len Richardson (RSA)     | 37:46.0 |
| 10      | Gaston Heuet (FRA)       | 37:52.0 |
| 11      | James Henigan (USA)      | 38:00.0 |
| 12      | Heikki Liimatainen (FIN) | 38:18.0 |
| 13      | Fabián Velasco (ESP)     | 39:07.6 |
| 14      | Miguel Peña (ESP)        | 41:34.0 |
| 15      | Maurice Norland (FRA)    | 41:48.3 |
| —       | José Andía (ESP)         | DNF     |
| —       | Arthur Sewell (GBR)      | DNF     |
| —       | John Gray (USA)          | DNF     |
| —       | Robert Marchal (FRA)     | DNF     |
| —       | Edvin Wide (SWE)         | DNF     |
| —       | Väinö Sipilä (FIN)       | DNF     |
| —       | Sven Thuresson (SWE)     | DNF     |
| —       | John Benham (GBR)        | DNF     |
| —       | Verne Booth (USA)        | DNF     |
| —       | John Ryan (IRL)          | DNF     |
| —       | Sidon Ebeling (SWE)      | DNF     |
| —       | Gösta Bergström (SWE)    | DNF     |
| —       | Eino Rastas (FIN)        | DNF     |
| —       | André Lauseig (FRA)      | DNF     |
| —       | Jesús Diéguez (ESP)      | DNF     |
| —       | Carlo Speroni (ITA)      | DNF     |
| —       | Amador Palma (ESP)       | DNF     |
| —       | Eero Berg (FIN)          | DNF     |
| —       | Eddie Webster (GBR)      | DNF     |
| —       | Lucien Dolquès (FRA)     | DNF     |
| —       | Joseph Williams (GBR)    | DNF     |
| —       | Alfredo Gomes (BRA)      | DNF     |
| —       | Miquel Palau (ESP)       | DNF     |